# Gilmar Mascarenhas
Gilmar Mascarenhas de Jesus (20 de junho de 1962 - Rio de Janeiro, 9 de junho de 2019), foi um geógrafo, professor e pesquisador brasileiro. Se destacou por ter sido um dos pioneiros e percursores da chamada Geografia dos Esportes.

## Biografia
Filho de feirantes nordestinos, iniciou em 1980 sua licenciatura e posteriormente se bacharelou em Geografia pelo Instituto de Geociências da Universidade Federal Fluminense, na cidade de Niterói, tendo se formado em 1987.
Fez seu mestrado, também na área de Geografia, entre 1987 e 1990, na Universidade Federal do Rio de Janeiro. Já seu doutorado, foi iniciado em 1996 na Faculdade de Filosofia, Letras e Ciências Humanas da Universidade de São Paulo, tendo defendido sua tese em 2001, “A bola nas redes e o enredo do lugar: uma geografia do futebol e de seu advento no Rio Grande do Sul”. Parte desta sua pesquisa seria publicada no livro Entradas e Bandeiras: a conquista do Brasil pelo futebol, sendo em 2014 divulgado na internacional Feira do Livro de Frankfurt, maior encontro mundial do setor editorial; fato este que amplia a divulgação dos trabalhos realizados por Gilmar no campo da Geografia dos Esportes.
Em 1992 torna-se professor assistente do Departamento de Geografia da Universidade do Estado do Rio de Janeiro (UERJ), concentrando-se na Geografia Urbana. Passa a pesquisar a espacialidade do futebol na urbanização brasileira; sendo então, naquela época, o único geógrafo no Brasil a tratar sistematicamente do universo dos esportes e sua espacialidade. Sendo professor da UERJ, Gilmar cria as disciplinas de Geografia dos Esportes e Geografia e Turismo, torna-se membro do quadro permanente do Programa de Pós-graduação em Geografia pela mesma universidade, onde atuou desde 1992 até 2014.
Entre 1999 e 2000, orientado pelo geógrafo Horacio Capel Sáez, Gilmar Mascarenhas estuda na Universidade de Barcelona, na Espanha.
Na Geografia dos Esportes, realizou pesquisas a respeito da transformações urbanas e impactos sociais promovidos pela neoliberalização da vida e espetacularização dos esportes. A viabilização de grandes eventos esportivo foram estudados por ele dentro de uma visão geográfica, como a Copa do Mundo de 2014 e as Olimpíadas de 2016. Seus trabalhos tornaram-se referência na área, inspirando estudos na temática da geografia esportiva.
Simpatizante das causas ambientais, Gilmar restringiu  o  uso  do  automóvel  nos  últimos  anos  de  vida  e  passou  a  fazer  seus percursos apenas de bicicleta, sempre que fosse possível. Faleceu em 2019, enquanto pilotava sua bicicleta, sendo atropelado por um ônibus, quando pedalava em direção à Zona Central para dar uma aula externa para seus alunos.

## Homenagens
Em 2021, o site Ludopédio em parceria com a revista eletrônica FULIA, da Universidade Federal de Minas Gerais (UFMG), homenageou o pesquisador Gilmar Mascarenhas promovendo o lançamento do dossiê especial “Estádios de futebol: políticas e usos”.
Como forma de dar continuidade ao trabalho pioneiro desenvolvido por Gilmar na área da Geografia dos Esportes, em 2023, alunos da Graduação e Pós-Graduação em Geografia da Faculdade de Ciências e Tecnologia da Universidade Estadual Paulista (Unesp), fundaram um grupo de estudos sobre Geografia e Futebol ao qual deram o nome de Gilmar Mascarenhas.